# アメリカ合衆国開拓局

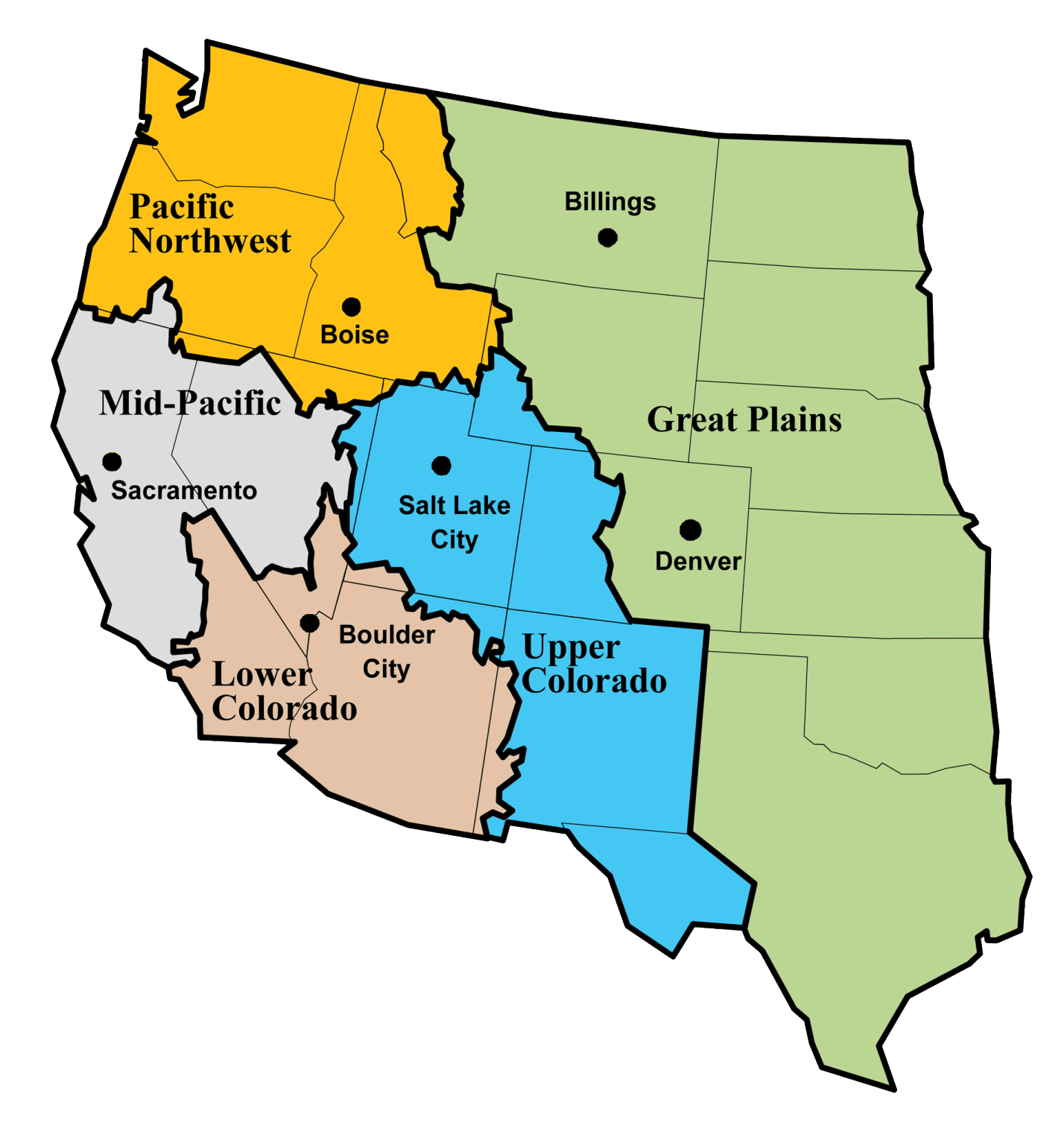
アメリカ合衆国内務省開拓局の範囲は5つの地域に分かれている。

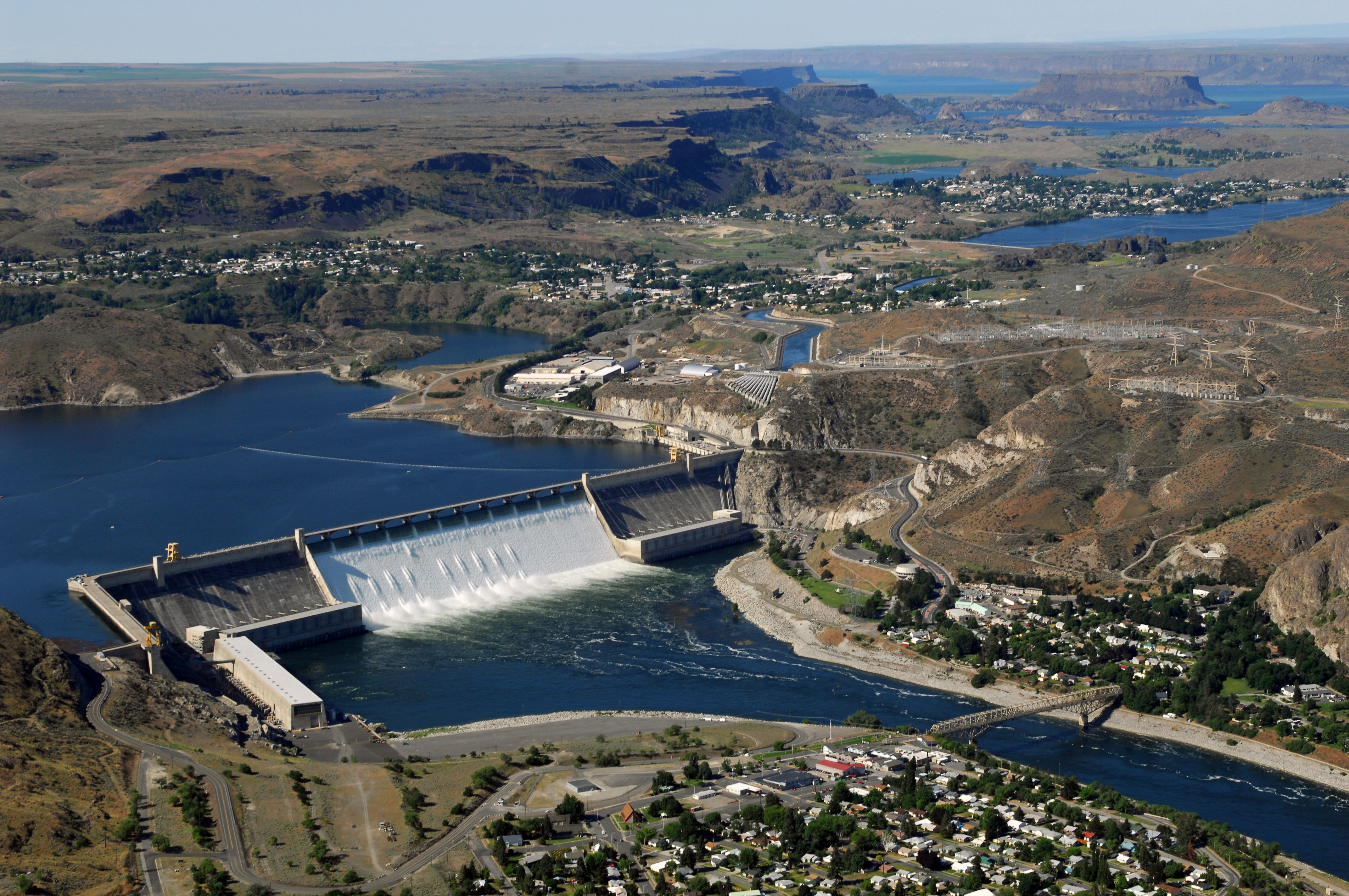
グランドクーリーダムは内務省開拓局のプロジェクトの一つ

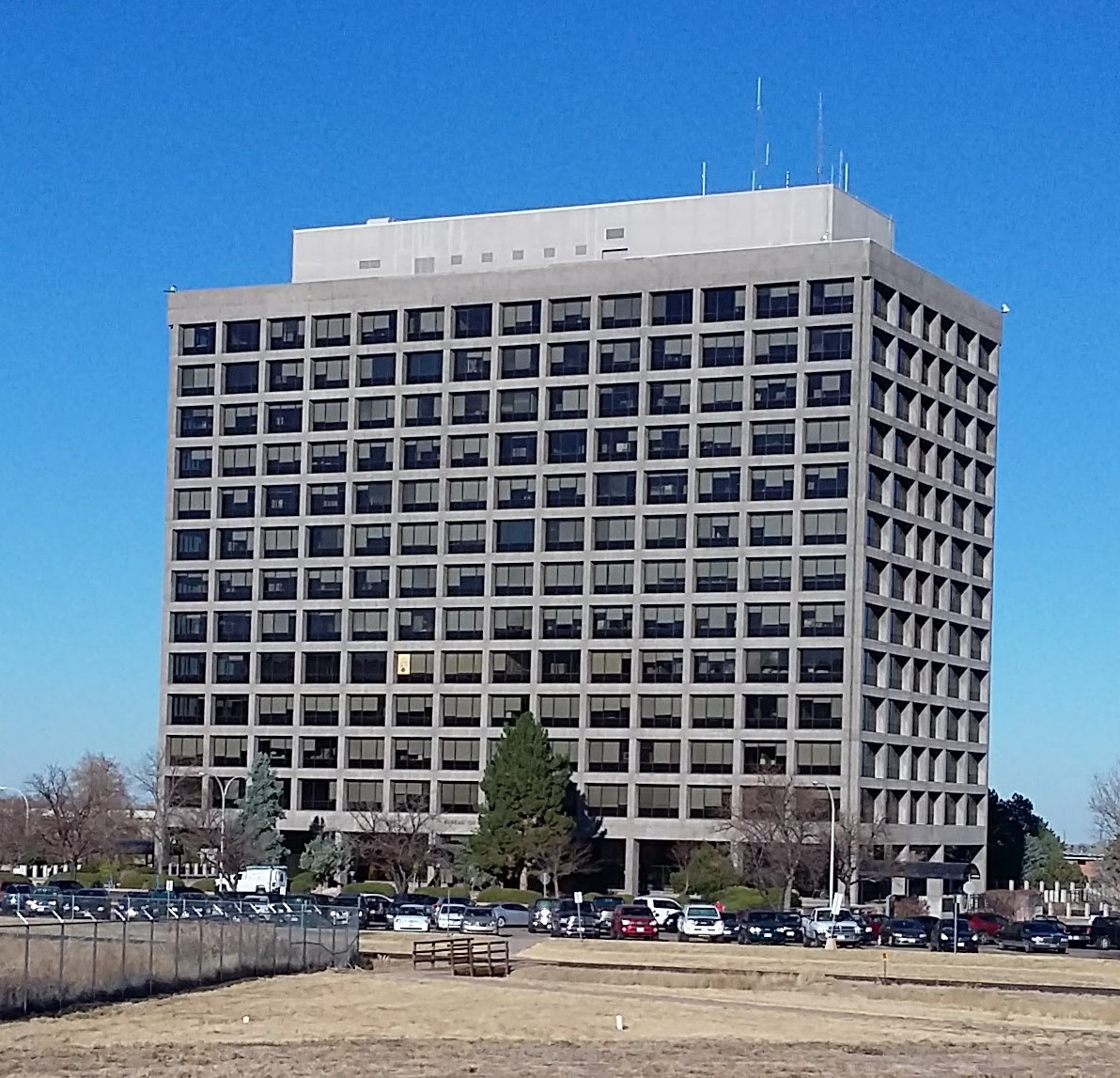
デンバー連邦センターにある USBR Engineering & Research Bldg.

アメリカ合衆国開拓局（アメリカがっしゅうこくかいたくきょく、英語: United States Bureau of Reclamation、略称：USBR）は、アメリカ合衆国内務省に属し、アメリカ西部で水利ダムの建設などにより、水利用を円滑にしている。

## 概要
アメリカ合衆国連邦政府開拓局は「1902年新しい土地を開拓する法律」（1902 Newlands Reclamation Act）により生まれ、アメリカ合衆国西部の水資源を分配、調達、貯蔵することで、より広く灌漑、給水、水力発電などを行うことを目的にしている。
開拓局はこれまで、グランドクーリーダム、コロラド川用水路などの水利ダムの建設を行なってきた。

## 参照項目
- グランドクーリーダム
- コロラド川用水路（Colorado River Aqueduct)